# Bettisia Gozzadini
Bettisia Gozzadini (Bolonia, 1209  - 2 de noviembre de 1261)fue una jurista italiana que dio clases en la Universidad de Bolonia aproximadamente desde 1239. Se cree que fue la primera mujer de la historia profesora en una universidad.

## Trayectoria
Gozzadini nació en Bolonia, en la Italia central, en 1209; sus padres, Amadore Gozzadini y Adelasia de' Pegolotti, pertenecían a la nobleza. 

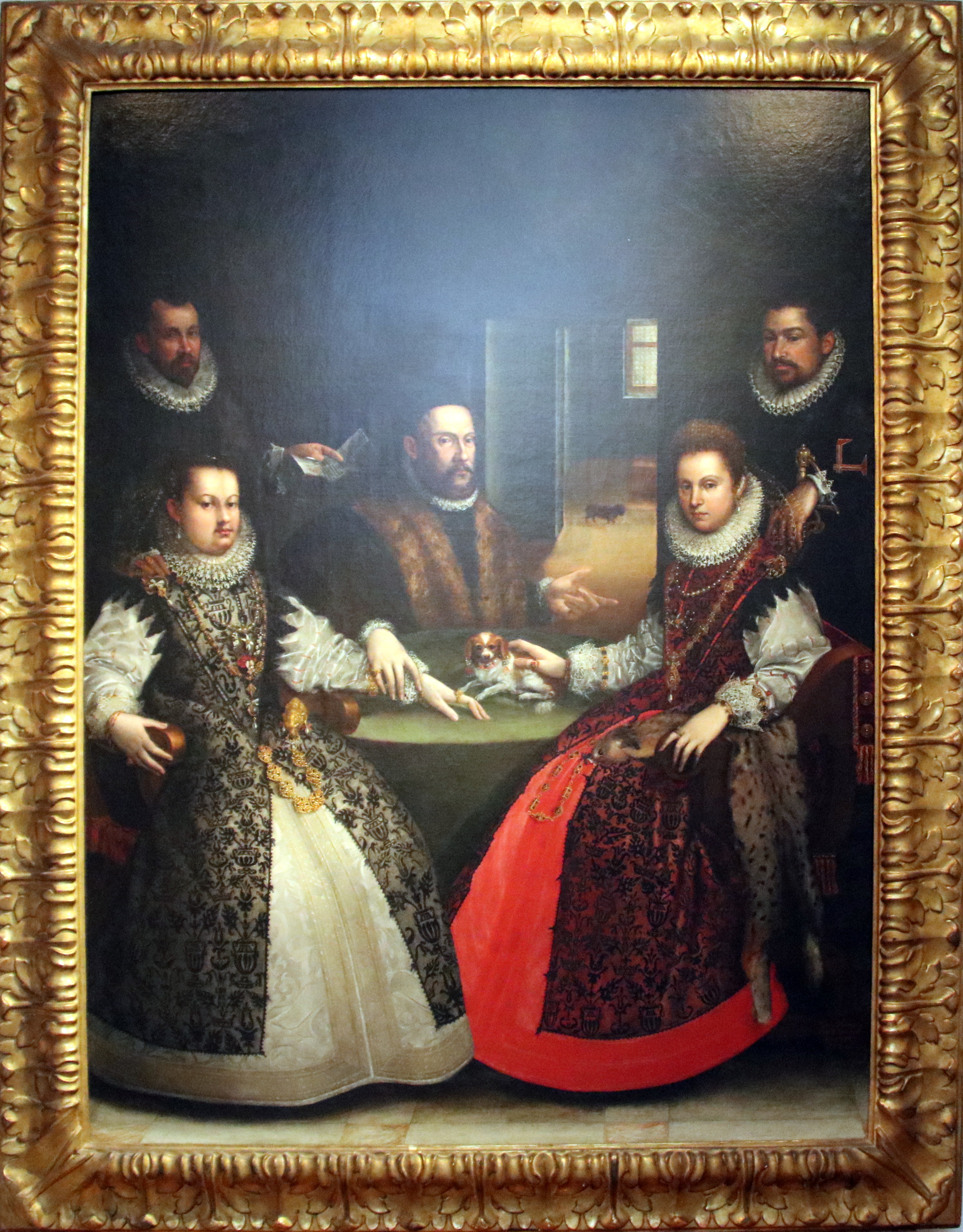
Lavinia Fontana, La familia Gozzadini, 1583

Gozzadini estudió filosofía y leyes con Giacomo Baldavino y Tancredi Arcidiacono en la universidad de su ciudad, donde recibió también el apoyo del jurista Odofredo Denari. Según relata el historiador italiano Cherubino Ghirardacci, desde pequeña despuntó por sus aptitudes intelectuales, prefierendo el estudio a "usar la aguja para coser" y "hasta la edad de doce años siempre anduvo vestida como un chico".
Graduada en la universidad en 1237, durante dos años enseñó leyes en su propia casa. Se le ofreció un puesto en el Studium que en principio declinó y más tarde aceptó. Según la leyenda, tenía que llevar un velo mientras enseñaba para evitar que su belleza distrajera a su alumnado; una leyenda también aplicada a Novella d'Andrea. Gozzadini era una notable oradora y el 31 de mayo de 1242 realizó el encomio en el funeral del obispo de Bolonia, Enrico della Fratta.
Gozzadini murió junto con otras dos mujeres y cuatro estudiantes el 2 de noviembre de 1261 cuando una inundación del río Idice provocó el derrumbamiento de la casa donde se habían refugiado después de huir de su casa junto al río entre Mezzolara y Riccardina, ahora en la comuna de Budrio al este de Bolonia. Su muerte fue seguida de un luto general en la ciudad y del cierre de las escuelas. Su funeral fue oficiado en la iglesia de la Orden de los Servitas.

## Reconocimientos

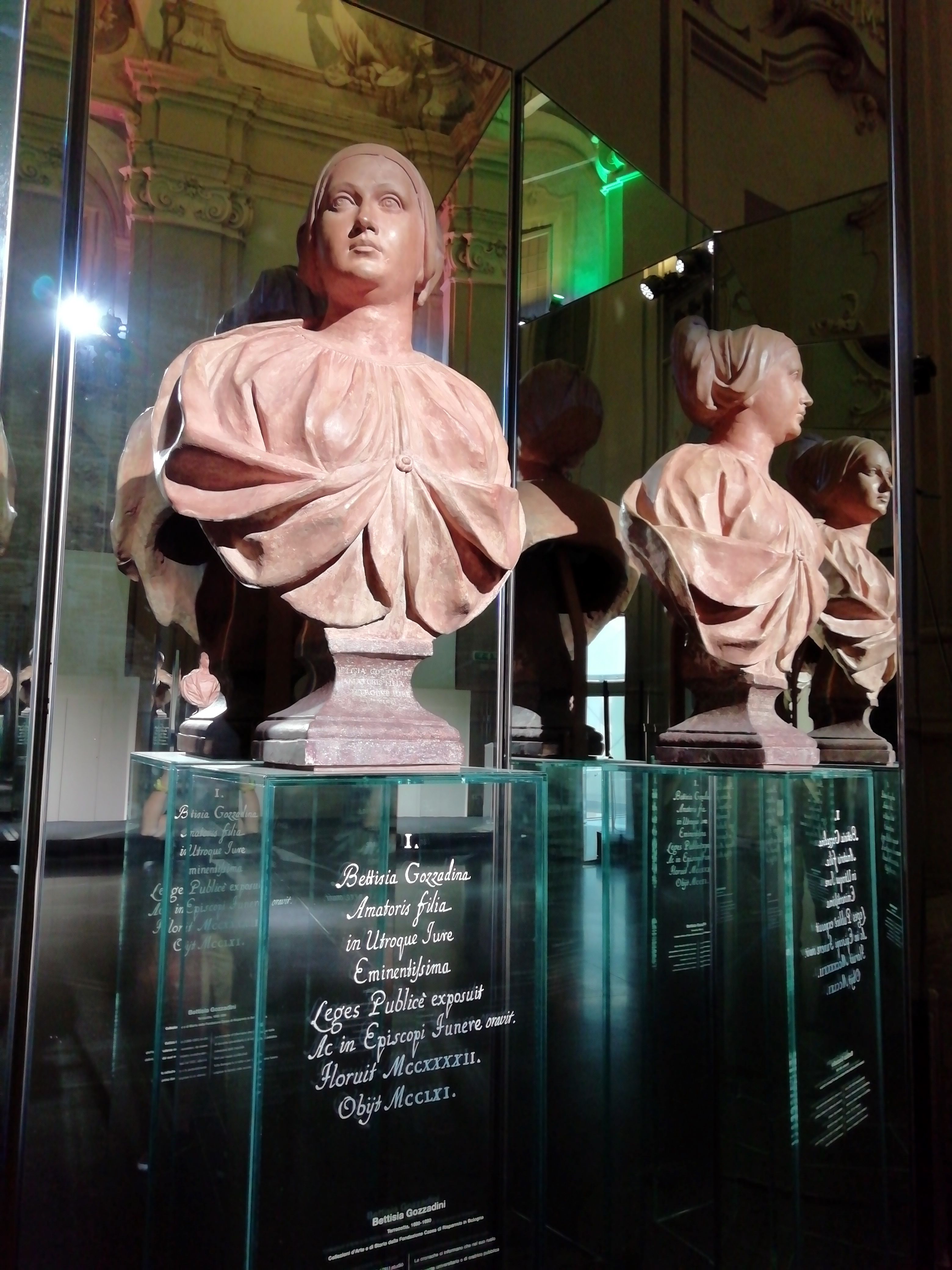
Busto de Bettisia Gozzadini conservado en la Sala de la Cultura del Museo della storia di Bologna, Palazzo Pepoli, Boloña; escultura en terracota, entre ca. 1680 y 1690. La inscripción dice: "I. Bettisia Gozzadina Amatoris filia in Utroque Jure Eminentissima Leges Publicè exposuit ac in Episcopo funere oravit. Floruit 1242. Obijt 1261." ("Bettisia Gozzadina, hija de Amador, enseñó en público las leyes más eminentes de ambas jurisprudencias y ofició la oración para el entierro del obispo. Floreció en 1242. Murió en 1261.")

Gozzadini se cree que fue la primera mujer profesora en una universidad. Un busto con su retrato en terracota forma parte de la serie de doce retratos de mujeres boloñesas notables realizada por el escultor conocido bajo el epíteto de "Escultor de Casa Fibbia", del siglo XVII. La serie se encontraba originalmente en el Salón de Honor del Palazzo Fibbia Fabbri – ahora Palazzo Masetti Calzolari – y actualmente está conservada en el Museo della Storia di Bologna en Palazzo Pepoli. Gozzadini es la primera de las doce mujeres representadas.
Sus escritos, sobre el Digesto y sobre el Lex omnes populi, se creen perdidos.